# Tityus forcipula
Espèce
Synonymes
- Scorpio forcipula Gervais, 1843
- Scorpio gervaisii Berthold, 1846 nec Guérin Méneville, 1843
- Tityus spinatus Pocock, 1898

Tityus forcipula est une espèce de scorpions de la famille des Buthidae.

## Distribution
Cette espèce se rencontre en Colombie et en Équateur.

## Systématique et taxinomie
Cette espèce a été décrite sous le protonyme Scorpio forcipula par Gervais en 1843. Elle est placée dans le genre Tityus par Pocock en 1897.

## Publication originale
- Gervais, 1843 : « Les principaux résultats d'un travail sur la famille des Scorpions. » Société Philomatique de Paris. Extraits des Procès-Verbaux des Séances, vol. 5, no 7, p. 129–131 (texte intégral).